# 71-ша авіаційна база (Румунія)
71-ша авіаційна база «Генерал Еманоїл Іонеску» (також — авіабаза Кимпія-Турзій; рум. Baza 71 Aeriană "General Emanoil Ionescu") — складова ВПС Румунії.
Розташована у комуні Луна повіту Клуж на північному заході країни. Тут базується 48-ма винищувальна ескадрилья, озброєна літаками F-16. Командувач — бригадний генерал Кетелін-Еуджен Міклош.

## Історія
Місцевий аеродром був побудований 1953 року як резервний: авіакомендатура тут з'явилася лише у 1971-му. Влітку 1987 року на базі 48-ї винищувальної ескадрильї 91-го авіаполку, дислокованого на аеродромі Девеселу, тут розгорнуто 71-й винищувально-бомбардувальний авіаційний полк, який отримав літаки МіГ-21.

## Сучасність
Починаючи з 2000-х років 71-ша авіабаза стає місцем численних дво- та багатосторонніх навчань (переважно у співпраці з країнами НАТО).

### Російсько-українська війна
Від анексії Криму 2014 року аеродром став частиною програми Європейської ініціативи стримування (англ. EDI) авіації США, 71-ша база виконує задачі тилової підтримки і спостереження: з 2021 року тут на постійній основі розміщено еккадрилью розвідувальних БпЛА MQ-9 Reaper ВПС США, один з яких у липні 2022 року зазнав аварії поблизу летовища.